# فالنتيم
فالنتيم هو لاعب كرة قدم برازيلي في مركز الوسط، ولد في 20 يونيو 1977 في البرازيل. لعب مع نادي بارانا ونادي جوفنتودي ونادي جوينفيل ونادي سول ونادي فلامنغو ونادي فورتاليزا.

## وصلات خارجية
- فالنتيم على موقع دوري كوريا الجنوبية (الإنجليزية)
- فالنتيم على موقع قاعدة بيانات كرة القدم.إي يو (الإنجليزية)